# Desenvolvimento sustentável

Esquema representativo dos vários componentes do desenvolvimento sustentável.

Desenvolvimento sustentável é um conceito sistêmico que se traduz num modelo de desenvolvimento global que incorpora os aspectos de um sistema de consumo em massa no qual a preocupação com a natureza, via de extração da matéria-prima, é máxima. Foi usado pela primeira vez em 1987, no Relatório Brundtland, um relatório elaborado pela Comissão Mundial sobre Meio Ambiente e Desenvolvimento, criada em 1983 pela Assembleia das Nações Unidas.
A definição mais usada para o desenvolvimento sustentável é:
| “                      | O desenvolvimento que procura satisfazer as necessidades da geração atual, sem comprometer a capacidade das gerações futuras de satisfazerem as suas próprias necessidades, significa possibilitar que as pessoas, agora e no futuro, atinjam um nível satisfatório de desenvolvimento social, econômico e de realização humana e cultural, fazendo, ao mesmo tempo, um uso razoável dos recursos da terra e preservando as espécies e os habitats naturais. | ” |
| — Relatório Brundtland | |   |

O campo do desenvolvimento sustentável pode ser conceitualmente dividido em três componentes: a sustentabilidade ambiental, sustentabilidade econômica e sustentabilidade sociopolítica.

## História
Ao longo das últimas décadas, vários têm sido os acontecimentos que marcam a evolução do conceito de desenvolvimento sustentável, de acordo com os progressos tecnológicos, assim como do aumento da consciencialização das populações para o mesmo.
|  |  |  |

A criação do Clube de Roma, em 1968, reuniu pessoas em cargos de relativa importância em seus respectivos países e visa a promover um crescimento económico estável e sustentável da humanidade. O Clube de Roma tem, entre seus membros, os principais cientistas, inclusive alguns ganhadores de prémios Nobel, economistas, políticos, chefes de estado e até mesmo associações internacionais.
O Clube de Roma publicou o relatório "Os limites do crescimento", preparado a seu pedido por uma equipa de pesquisadores do Massachusetts Institute of Technology. Este relatório apresenta os resultados da simulação em computador, da evolução da população humana com base na exploração dos recursos naturais, com projecções para 2100. Mostra que, devido à prossecução do crescimento económico durante o século XXI, é de se prever uma redução drástica da população devido à poluição, a perda de terras aráveis e a escassez de recursos energéticos.
Em 16 de junho de 1972, inicia-se a Conferência sobre o Ambiente Humano das Nações Unidas (Estocolmo). É a primeira Cimeira da Terra. Ocorre pela primeira vez a nível mundial a preocupação com as questões ambientais globais.
Em 1979, o filósofo Hans Jonas exprime a sua preocupação no livro Princípio responsabilidade.
Em 1980, a União Internacional para a Conservação da Natureza publicou um relatório intitulado "A Estratégia Global para a conservação", onde surge pela primeira vez o conceito de" desenvolvimento sustentável".
O Relatório Brundtland, Our Common Future, preparado pela Comissão Mundial sobre Meio Ambiente e Desenvolvimento em 1987, onde foi pela primeira vez formalizado o conceito de desenvolvimento sustentável.
De 3 a 14 de junho de 1992, realizou-se a Conferência das Nações Unidas sobre o Ambiente e Desenvolvimento (segunda "Cimeira da Terra"), onde nasce a Agenda 21, e são aprovadas a Convenção sobre Alterações Climáticas, Convenção sobre Diversidade Biológica (Declaração do Rio), bem como a Declaração de Princípios sobre Florestas.
Em 1994, acontece o V Programa Acção Ambiente da União Europeia: Rumo a um desenvolvimento sustentável. Apresentação da nova estratégia da UE em matéria de ambiente e as acções a serem tomadas para alcançar um desenvolvimento sustentável para o período 1992-2000.
27 de maio de 1994 - Primeira Conferência sobre Cidades Europeias Sustentáveis. Aalborg (Dinamarca), de onde surgiu a Carta de Aalborg.
8 de outubro de 1996 - Segunda Conferência sobre Cidades Europeias Sustentáveis. Plano de Acção de Lisboa: da Carta à acção.
1997 - 3 ª Conferência das Nações Unidas sobre as Alterações Climáticas, em Quioto, onde se estabelece o Protocolo de Quioto.
8 de setembro de 2000 - Após os três dias da Cimeira do Milénio de líderes mundiais na sede das Nações Unidas, a Assembleia Geral aprovou a Declaração do Milênio.
2000 - Terceira Conferência Europeia sobre Cidades Sustentáveis.
De 26 a 4 de setembro de 2002 - Conferência Mundial sobre o Desenvolvimento Sustentável (Rio + 10), em Joanesburgo, onde reafirmou o desenvolvimento sustentável como o elemento central da agenda internacional e se deu um novo impulso à acção mundial para combater a pobreza assim como a protecção do ambiente.
Fevereiro de 2004 - A sétima reunião ministerial da Conferência sobre Diversidade Biológica foi celebrado com a Declaração Kuala Lumpur, que gerou descontentamento entre os países pobres e não satisfez plenamente as nações ricas.
2004 - Conferência Aalborg +10 - Inspiração para o futuro. Apelo a todos os governos locais e regionais da Europa para participar na assinatura do compromisso de Aalborg e fazerem parte da Campanha Europeia das Cidades Sustentáveis e Cidades.
11 de janeiro de 2006 - Comunicação da Comissão Europeia ao Parlamento Europeu sobre a Estratégia temática sobre o ambiente urbano. É uma das sete estratégias do Sexto Programa de Acção Ambiental para o Ambiente da União Europeia, desenvolvido com o objectivo de contribuir para uma melhor qualidade de vida através de uma abordagem integrada e centrada nas zonas urbanas e para tornar possível um elevado nível de qualidade de vida e bem-estar social para os cidadãos, proporcionando um ambiente em que níveis da poluição não têm efeitos adversos sobre a saúde humana e o ambiente assim como promover o desenvolvimento urbano sustentável.
2007 - Carta de Leipzig sobre as cidades europeias sustentáveis.
2007 - Cimeira de Bali, com o intuito de criar um sucessor do Protocolo de Quioto, com metas mais ambiciosas e mais exigente no que diz respeito às alterações climáticas.
Julho de 2009 - Declaração de Gaia, que implanta o Condomínio da Terra no I  Fórum Internacional do Condomínio da Terra.

## Âmbito e definições de aplicação

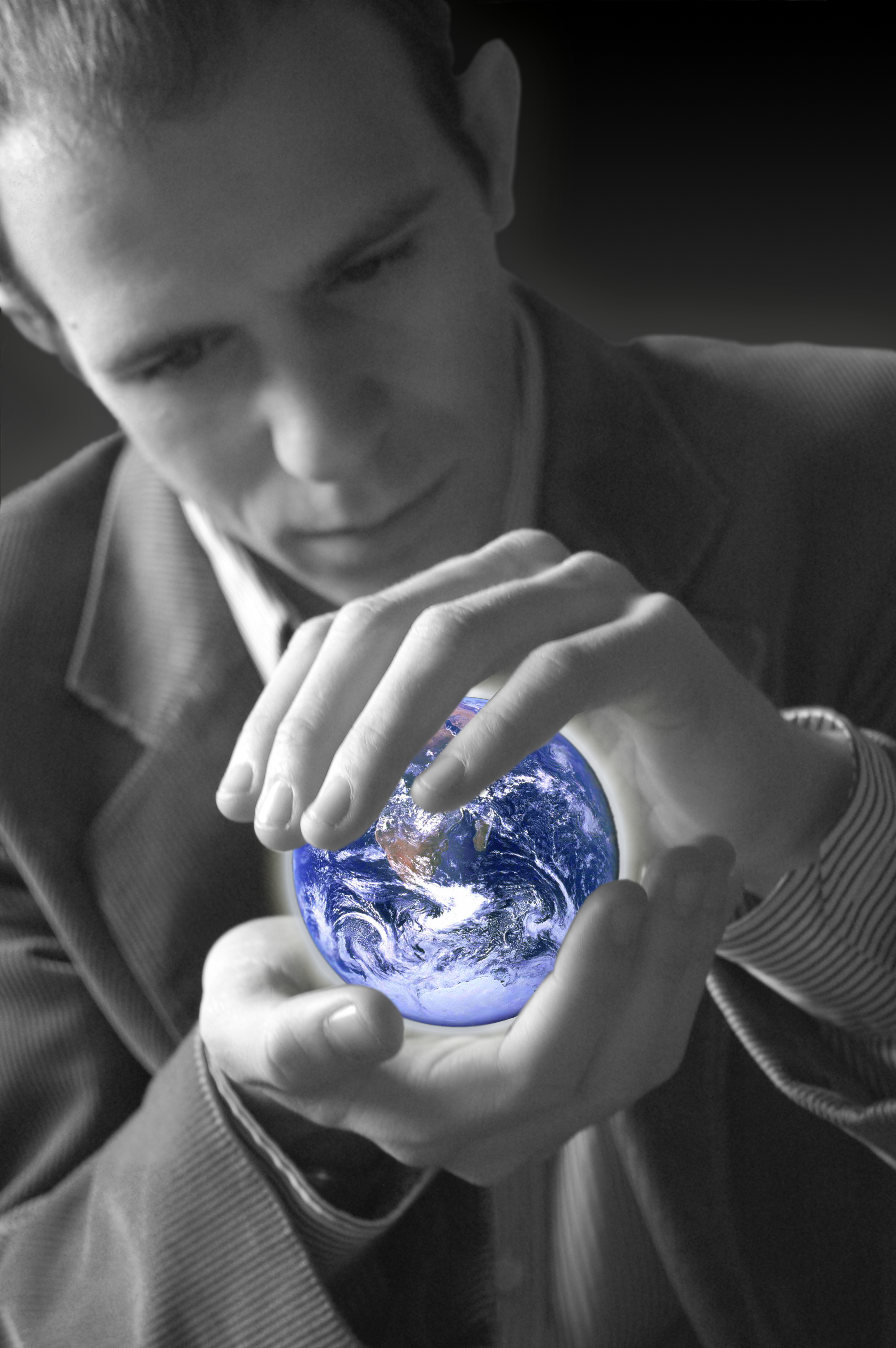
A Terra como um planeta frágil, a ser protegido pela Humanidade.

O conceito de desenvolvimento sustentável é um conceito que abrange várias áreas, assentando essencialmente num ponto de equilíbrio entre o crescimento económico, equidade social e a protecção do ambiente.
A Declaração Universal sobre a Diversidade Cultural adiciona um novo enfoque na questão social, ao afirmar que  "... a diversidade cultural é tão necessária para a humanidade como a biodiversidade é para a natureza" e torna "as raízes do desenvolvimento entendidas não só em termos de crescimento económico mas também como um meio para alcançar um mais satisfatório nível intelectual, emocional, moral e espiritual". Nessa visão, a diversidade cultural é a quarta área política do desenvolvimento sustentável.
A Divisão das Nações Unidas para o Desenvolvimento Sustentável enumera as seguintes áreas como incluídas no âmbito do desenvolvimento sustentável:
O conceito inclui noções de sustentabilidade fraca, de sustentabilidade e ecologia profunda. Diferentes concepções revelam também uma forte tensão entre ecocentrismo e o antropocentrismo. O conceito permanece mal definido e contém uma grande quantidade de debates a respeito de sua definição.
Durante os últimos dez anos, diversas organizações têm tentado medir e monitorizar a proximidade com o que consideram a sustentabilidade através da aplicação do que tem sido chamado de métricas e indicadores de sustentabilidade.
O desenvolvimento sustentável é dito para definir limites para o mundo em desenvolvimento. Enquanto os actuais países de primeiro mundo, poluído significativamente durante o seu desenvolvimento, os mesmos países incentivam os países do terceiro mundo a reduzir a poluição, o que, por vezes, impede o crescimento. Alguns consideram que a implementação do desenvolvimento sustentável implica um retorno à estilos de vida pré-modernos.

## Indicadores de desenvolvimento sustentável
Em 1995, a Comissão das Nações Unidas para o Desenvolvimento Sustentável aprovou um conjunto de indicadores de desenvolvimento sustentável, com o intuito de servirem como referência para os países em desenvolvimento ou revisão de indicadores nacionais de desenvolvimento sustentável, tendo sido aprovados em 1996, e revistos em 2001 e 2007.
O quadro actual contém 14 temas, que são ligeiramente modificados a partir da edição anterior:
1. Pobreza
2. Perigos naturais
3. O desenvolvimento econômico
4. Governação
5. Ambiente
6. Estabelecer uma parceria global económica
7. Saúde
8. Terra
9. Padrões de consumo e produção
10. Educação
11. Os oceanos, mares e costas
12. Demografia
13. Água potável, Escassez de água e Recursos hídricos
14. Biodiversidade

Cada um destes temas encontra-se dividido em diversos subtemas, indicadores padrão e outros indicadores.
Além das Nações Unidas, outras entidades elaboram ainda outros modelos de indicadores, como no caso da Comissão Europeia, da Organização para a Cooperação e Desenvolvimento Económico (OCDE) e do Global Environment Outlook (GEO).

## Os três componentes do desenvolvimento sustentável

### Sustentabilidade ambiental

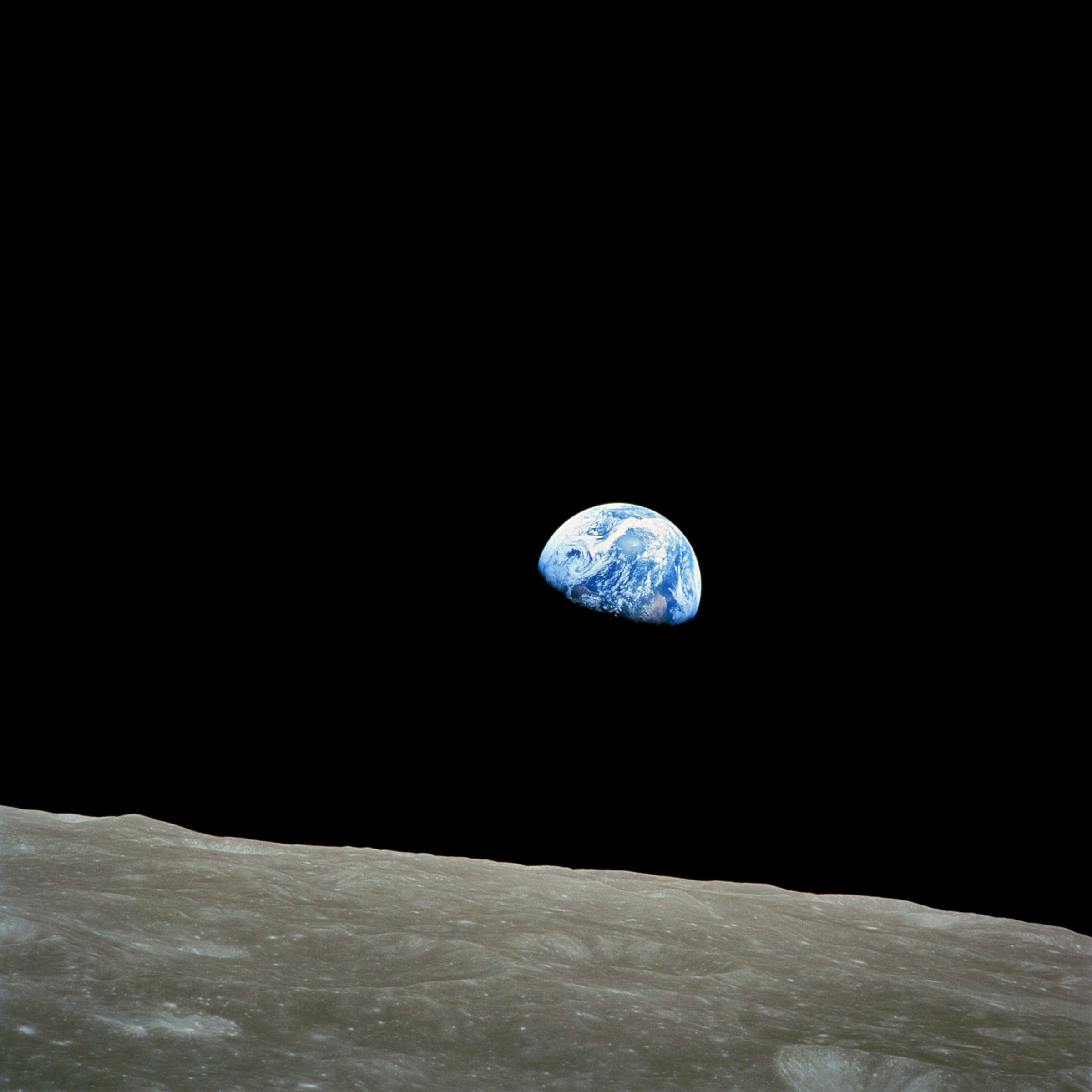
Com o evoluir do tempo e dos conhecimentos técnicos, o desenvolvimento sustentável foi crescendo como resposta às assimetrias globais, e aos problemas locais e intertransfronteiriços.

A sustentabilidade ambiental consiste na manutenção das funções e componentes do ecossistema, de modo sustentável, podendo igualmente designar-se como a capacidade que o ambiente natural tem de manter as condições de vida para as pessoas e para os outros seres vivos, tendo em conta a habitabilidade, a beleza do ambiente e a sua função como fonte de energias renováveis  e energias sustentáveis.
As Nações Unidas, através do sétimo ponto das Metas de desenvolvimento do milénio procura garantir ou melhorar a sustentabilidade ambiental, através de quatro objectivos principais:
1. Integrar os princípios do desenvolvimento sustentável nas políticas e programas nacionais e reverter a perda de recursos ambientais.
2. Reduzir de forma significativa a perda da biodiversidade.
3. Reduzir para metade a proporção de população sem acesso a água potável e saneamento básico.
4. Alcançar, até 2020 uma melhoria significativa em pelo menos cem milhões de pessoas a viver abaixo do limiar da pobreza.

### Sustentabilidade económica
A sustentabilidade económica, enquadrada no âmbito do desenvolvimento sustentável é um conjunto de medidas e políticas que visam a incorporação de preocupações e conceitos ambientais e sociais. Aos conceitos tradicionais de mais-valias económicas, são adicionados, como fatores a se ter em conta, os parâmetros ambientais e socioeconómicos, criando, assim, uma interligação entre os vários setores. Assim, o lucro não é somente medido na sua vertente financeira, mas igualmente nas vertentes ambiental e social, o que potencia um uso mais correto quer das matérias primas, como dos recursos humanos. Há, ainda, a incorporação da gestão mais eficiente dos recursos naturais, sejam eles minerais, matérias-primas como madeira ou ainda energéticos, de forma a garantir uma exploração sustentável dos mesmos, ou seja, a sua exploração sem colocar em causa o seu esgotamento, sendo introduzidos elementos como nível óptimo de poluição ou as externalidades ambientais, acrescentando aos elementos naturais um valor económico.

### Sustentabilidade sociopolitica
A sustentabilidade sociopolítica centra-se no equilíbrio social, tanto na sua vertente de desenvolvimento social como socioeconómica. É um veículo de humanização da economia, e, ao mesmo tempo, pretende desenvolver o tecido social nos seus componentes humanos e culturais.
Neste sentido, foram desenvolvidos dois grandes planos: a agenda 21 e as Metas de desenvolvimento do milénio.
A Agenda 21 é um plano global de acção a ser tomada a nível global, nacional e local, por organizações das Nações Unidas, governos, e grupos locais, nas diversas áreas onde se verificam impactos significativos no ambiente. Em termos práticos, é a mais ambiciosa e abrangente tentativa de criação de um novo padrão para o desenvolvimento do século XXI, tendo, por base, os conceitos de desenvolvimento sustentável.
As Metas de desenvolvimento do milénio (MDM) surgem da Declaração do Milênio das Nações Unidas, adoptada pelos 191 estados membros no dia 8 de Setembro de 2000. Criada em um esforço para sintetizar acordos internacionais alcançados em várias cúpulas mundiais ao longo dos anos 1990 relativos ao meio-ambiente e desenvolvimento, direitos das mulheres, desenvolvimento social, racismo, entre outras, a Declaração traz uma série de compromissos concretos que, se cumpridos nos prazos fixados, segundo os indicadores quantitativos que os acompanham, deverão melhorar o destino da humanidade neste século.
Esta declaração menciona que os governos "não economizariam esforços para libertar nossos homens, mulheres e crianças das condições abjectas e desumanas da pobreza extrema", tentando reduzir os níveis de pobreza, iliteracia e promovendo o bem estar social. Estes projectos são monitorizados com recurso ao Índice de Desenvolvimento Humano, que é uma medida comparativa que engloba três dimensões: riqueza, educação e esperança média de vida.

## Estratégias nacionais de desenvolvimento sustentável

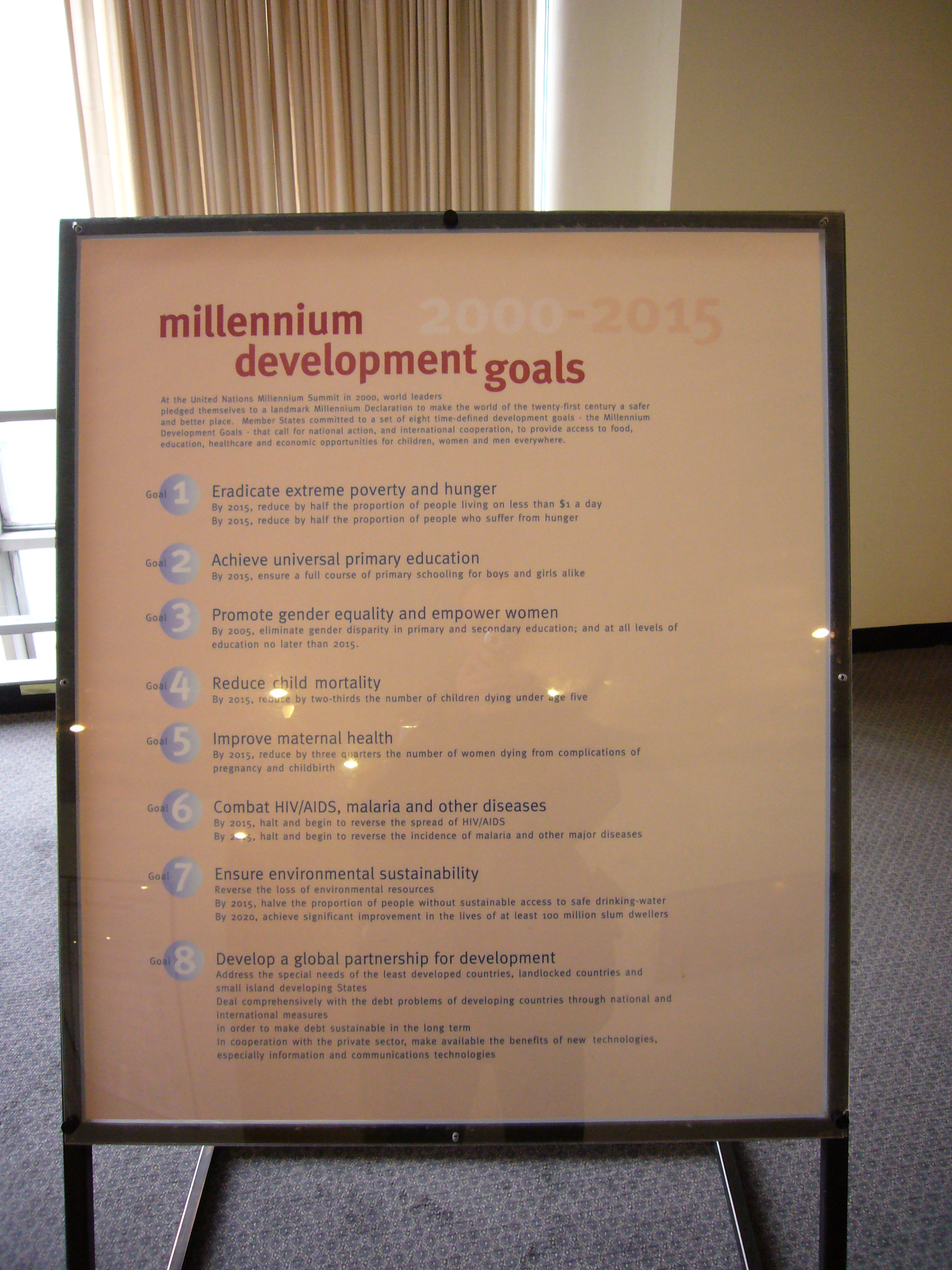
Lista dos Objectivos do Milénio das Nações Unidas na sua sede em Nova Iorque.

O capítulo 8 da Agenda 21 incentiva os países a adoptarem estratégias nacionais de desenvolvimento sustentável (ENDS), estimulando-os a desenvolver e harmonizar as diferentes políticas sectoriais, económicas, de crimes, sociais, ambientais e de planos que operam no país. O apelo à elaboração destes documentos estratégicos, que devem reforçar e harmonizar as políticas nacionais para a economia, as questões sociais e o ambiente, foi reforçado na Sessão Especial da Assembleia das Nações Unidas de 1997 (Rio+5), na Cimeira Mundial sobre Desenvolvimento Sustentável de 2002 em Joanesburgo (Rio+10).
A primeira revisão para estabelecer os elementos básicos de boas práticas foi um "Manual para NSDS" preparado por Carew-Reid et al. (1994) partindo das experiências compartilhadas por vários países, através de relatórios nacionais e regionais, durante um projecto liderado pela União Internacional para a Conservação da Natureza e pelo Instituto Internacional para o Meio Ambiente e o Desenvolvimento. Este trabalho preparou o terreno para obras posteriores. Foi construído em cima do CAD da Organização para a Cooperação e Desenvolvimento Económico no seu trabalho para produzir orientações para ENDS (CAD 2001), que estabeleceu os princípios acordados para a ENDS. Mais tarde, ecoou, no Departamento de Assuntos Econômicos e Sociais das Nações Unidas, orientação desenvolvida na sequência de um workshop internacional (UNDESA 2002).
Na prática, é uma estratégia eficaz para o desenvolvimento sustentável reúne as aspirações e capacidades de governo, sociedade civil e do sector privado para criar uma visão para o futuro, e para trabalhar tacticamente e progressivamente para esses objectivos, identificando e construindo sobre "o que funciona", melhorando a integração entre as abordagens, fornecendo um quadro para fazer as escolhas que a integração não é possível. Estas estratégias incidem sobre o que é realmente praticável, pois com uma estratégia eficaz e abrangente poderá solucionar-se vários problemas ao mesmo tempo.
Assim, as ENDS apresentam 7 pontos chave, sendo tratadas, de forma integrada, as questões económicas, ambientais e sociais, a saber:
- Alterações climáticas e energia limpa
- Transporte Sustentável
- Consumo e produção sustentáveis
- Conservação e gestão dos recursos naturais
- Saúde pública
- Inclusão social, demografia e migração
- A pobreza no mundo

### Agenda 21 local
A agenda 21 local é um processo pelo qual as entidades nacionais se envolvem com a comunidade civil na elaboração de uma estratégia conjunta, e com um plano de acção que vise melhorar a qualidade de vida a nível local. Têm como objectivo aplicar as recomendações da Agenda 21, ao nível local, envolvendo as entidades governamentais locais, sector empresarial e industrial e sociedade civil.

### Em Portugal
Foi criado o Conselho Nacional do Ambiente e Desenvolvimento Sustentável (CNADS) através do decreto-lei n.º 221/97, de 20 de Agosto, embora tenha efectivamente iniciado o seu exercício em Abril de 1998.
O CNADS é membro da rede de Conselhos Consultivos Europeus de Ambiente e de Desenvolvimento Sustentável/EEAC, tendo sido sucessivamente reeleito, desde Setembro de 1999, para integrar o seu Comité Director. 
O diretor é designado pelo Conselho de Ministros e em 2025 é  o Prof. Doutor Filipe Duarte Santos.
O CNADS publica pareceres, e em janeiro de 2025 publicou o Parecer sobre o Decreto-Lei n.º 117/2024, de 30 de dezembro, que altera o Regime Jurídico dos Instrumentos de Gestão Territorial. O coordenador do grupo de trabalho do CNADS que elaborou o parecer foi o geógrafo e antigo secretário de estado João Ferrão.